# Caburé-de-pernambuco
Mocho-pigmeu-pernambucano ou caburé-de-pernambuco (nome científico: Glaucidium mooreorum) é uma espécie de ave da família Strigidae. Endêmica do Brasil, onde pode ser encontrada apenas no estado de Pernambuco. Está ameaçada de extinção pela fragmentação e destruição do habitat, sendo considerada em perigo crítico pela IUCN. O último registro da espécie foi feito em 2001, e alguns autores consideram-na potencialmente extinta.

## Etimologia
O nome popular caburé deriva do tupi kawu're. Originalmente era um termo (também presente na variante cauré) que indicava corujas e falcões. Sua primeira ocorrência registrada é do ano de 1587. Em 1631, houve novo uso com o sentido de "ave dos bubonídeos". De acordo com o Dicionário Histórico das Palavras Portuguesas de Origem Tupi (DHPT), o vocábulo tupi "parece proceder de cabu-ré, que quer dizer propenso às vespas escuras, ou que se alimenta dela". Teodoro Sampaio em O Tupi na Geografia Nacional (TupGN) argumenta que derivou do tupi caá-por-é (da raiz ka'a-, "mato"), que significa "dado a morar no mato". A partir desta acepção, comenta, surgiram sentidos totalmente distintos de caburé como "habitante da roça", "mestiço" ou "árvore".

## Distribuição geográfica e habitat
A espécie é endêmica das florestas Costeiras de Pernambuco no estado de Pernambuco, no Nordeste do Brasil. Duas localidades de ocorrência são conhecidas, a primeira na Reserva Biológica de Saltinho, no município de Tamandaré, e a segunda na Usina Trapiche no município de Sirinhaém.

## Conservação
A União Internacional para a Conservação da Natureza e dos Recursos Naturais (IUCN) classifica a espécie como "em perigo crítico" devido a restrição geográfica, baixa densidade populacional e a destruição do habitat. Os últimos avistamentos foram registrados em 2001 na Usina Trapiche. Buscas posteriores não conseguiram localizar nenhum exemplar nas áreas de habitat conhecidas, e alguns autores consideram-na potencialmente extinta.